# Alicia Machado
Yoseph Alicia Machado Fajardo (Maracay, 6 de dezembro de 1976) é uma rainha da beleza, atriz e cantora venezuelana, eleita Miss Universo 1996.

## Trajetória de miss
Foi a quarta venezuelana a ganhar a coroa do Miss Universo. Ganhou o Miss Venezuela 1995, representado o estado de Yaracuy. Apesar de não ser a favorita, Machado surpreendeu a todos quando ganhou em 1996 o Miss Universo, realizado em Las Vegas.
Ela venceu tornando-se a quarta Miss Universo venezuelana em dezessete anos. Seu reinado foi muito diferente de suas antecessoras. Se não possuía o refinamento e o glamour das venezuelanas anteriores, ganhava de todas em espontaneidade e em muitas vezes passava dos limites. Teve um dos reinados mais controversos da história, ganhando mais de dez quilos durante o reinado; Donald Trump (na altura dono do concurso Miss Universo) ameaçou destroná-la, o que a fez se submeter a uma pesada rotina de dietas e exercícios, sempre com a imprensa internacional cobrindo seus passos.
Depois de passar a coroa à sucessora no ano seguinte, tornou-se uma atriz polêmica, aparecendo em telenovelas, séries e reality shows. Em 2006, apareceu nua nas páginas da edição mexicana da Playboy. A última polêmica em que se envolveu foi em 2010, quando a BBC Mundo exigiu que ela fechasse sua conta no twitter, depois de mensagem de Alicia demandando pela "paz entre as duas Chinas" (referindo-se à Coreia do Norte e Coreia do Sul). O site internacional especializado em concurso de beleza Global Beauties a considera a mais bela Miss Universo da década de 1990.

## Carreira
Atuou em seis telenovelas, e seu primeiro disco (Alicia Machado) foi lançado no mercado latino em maio de 2004. Foi a primeira Miss Universo da história a posar nua. O ensaio de Alicia foi feito para a edição mexicana da revista Playboy de fevereiro de 2006.
Nesse mesmo ano, participou da cobertura da Copa do Mundo FIFA 2006 na Alemanha para o canal mexicano Televisa.  Participou também da versão espanhola do programa A Fazenda, La Granja.
Machado recebeu sua coroa da norte-americana Chelsi Smith e foi antecessora da também americana Brook Mahealani Lee. Doze anos depois,a Venezuela ganharia novamente o Miss Universo com Dayana Mendoza, que iria coroar outra venezuelana Stefanía Fernandez.

### Telenovelas
| Ano       | Título                         | Função                   | Notas                 |
| --------- | ------------------------------ | ------------------------ | --------------------- |
| 1998      | Samantha                       | Samantha del Llano       | Protagonista          |
| 1999      | Infierno en el paraíso         | Marian Ordiales          | Protagonista          |
| 2002      | Mambo y Canela                 | Canela                   | Protagonista          |
| 2007      | Amor sin maquillaje            | Marina Fernández Rosales | Coadjuvante           |
| 2009-2010 | Hasta que el dinero nos separe | Karen Sandoval           | Papel de apoio        |
| 2009-2010 | Atrevete a Soñar               | Electra                  | Participação especial |
| 2011–2012 | Una familia con suerte         | Candelaria "Candy" López | Coadjuvante           |
| 2012–2013 | Porque el amor manda           | Candela                  | Participação especial |
| 2013      | La Madame                      | Madame Rochy "La Madame" | Protagonista          |
| 2015      | Lo imperdonable                | Claudia Ordaz            | Coadjuvante           |

### Series
| Ano  | Título            | Função          | Notas                              |
| ---- | ----------------- | --------------- | ---------------------------------- |
| 1997 | A babá            | Ela mesma       |                                    |
| 2000 | Estamos Unidos    | Mari            |                                    |
| 2007 | El Pantera        | Diana Rodríguez |                                    |
| 2009 | Los simuladores 2 | Camila          | 1 Episódio: "El precio de la fama" |

### Filmes
| Ano  | Título                 | Função    | Notas |
| ---- | ---------------------- | --------- | ----- |
| 2006 | Cansada de Besar Sapos | Cassandra |       |
| 2007 | Dios o demonio         | Giselle   |       |

### Teatro
| Ano       | Título                | Função | Notas |
| --------- | --------------------- | ------ | ----- |
| 2009      | Un amante a la medida | Linda  |       |
| 2010      | Los Alacranes         |        |       |
| 2010      | Hairspray, El Musical | Velma  |       |
| 2018-2019 | Divinas               |        |       |

### Reality shows e programas de jogos
| Ano       | mostrar                     | mostrar                     | Notas                                    |
| --------- | --------------------------- | --------------------------- | ---------------------------------------- |
| 2005      | La Granja                   | Ela mesma                   | O participante terminou em 8º lugar      |
| 2007      | Nuestra Belleza Latina 2007 | Ela mesma                   | Juiz                                     |
| 2012      | Premios Juventud 2012       | Ela mesma                   | Hospedeiro                               |
| 2012      | Mira Quien Baila            | Ela mesma                   | O participante terminou em 3º lugar      |
| 2014      | Nuestra Belleza Latina 2014 | Ela mesma                   | Participou como mentor / líder de equipe |
| 2018-2019 | Divinas                     | monologo El Último Cartucho | [ 5 ]                                    |